# Ritorno del figliol prodigo (Murillo)
Il Ritorno del figliol prodigo è un dipinto a olio su tela realizzato tra il 1667 e il 1670 da Bartolomé Esteban Murillo, riconosciuto come uno tra i massimi esponenti del Barocco spagnolo. Attualmente l'opera è conservata presso la National Gallery of Art di Washington, che la ricevette in dono dalla Fondazione Avalon nel 1948.

## Storia
Il presidente della Confraternita della Carità di Siviglia, Miguel Mañara, commissionò a Murillo una serie di otto dipinti, tutti incentrati sul tema della carità cristiana, per decorare proprio gli ambienti della Confraternita stessa. Di questi, solo quattro rimasero a Siviglia (precisamente il Miracolo dei pani e dei pesci, Mosè e l'acqua dalla roccia di Horeb, Santa Elisabetta d'Ungheria cura i tignosi e il San Giovanni di Dio); gli altri furono saccheggiati dall'esercito di Napoleone nel 1810 e da quel momento lasciarono la Spagna. Tale restante metà era composta: dallo stesso Ritorno del figliol prodigo e dal Gesù che guarisce il paralitico alla piscina di Betzaeta, conservati alla National Gallery of Art di Washington; da Abramo e i tre angeli, esposto alla National Gallery of Canada di Ottawa; dalla Liberazione di san Pietro, attualmente all'Ermitage di San Pietroburgo. 
Il tema delle tele non solo era collegato alla virtù della carità in linea generale, ma era anche coerentemente affine con quanto statuito da Mañara per la Confraternita. Egli, infatti, intese impegnare i suoi membri nella realizzazione di attività caritatevoli basate sulla fede. Potrebbe essere possibile che Murillo, anch'egli membro della Confraternita, prese parte in prima persona a queste attività, visitando gli infermi nei quartieri più poveri e dando da mangiare agli ammalati all'Ospedale della Carità, facente parte degli spazi della Confraternita.

## Descrizione
L'episodio scelto come soggetto è tratto dal Nuovo Testamento, in particolare dal Vangelo secondo Luca, dove si narra della parabola del figlio prodigo, anche nota come parabola del padre misericordioso. Nella scena è raffigurato il momento cruciale della vicenda, quando il figlio minore - che aveva sperperato tutta la parte del patrimonio che gli spettava - ritorna pentito dal padre, pronto a essere considerato come uno dei suoi salariati (al contrario riceve un'accoglienza caloroso e il perdono del genitore). Dalle vesti sontuose e dall'anello che gli vengono donati, così differenti dagli stracci con cui è raffigurato il giovane nell'opera, si comprende l'elevato rango sociale della famiglia. Sulla sinistra, un vitello grasso è condotto al macello, perché vi sia un banchetto festoso dedicato al ritorno del ragazzo.
La composizione è dominata dal gruppo piramidale del padre e del figlio, posti al centro e con dimensioni maggiori della grandezza naturale. Dal punto di vista cromatico, le tonalità più accese sono scelte per il servitore che trasporta gli abiti nuovi per il figlio prodigo. Tutti i personaggi e gli oggetti rappresentanti evocano un grande senso di teatralità. Murillo trae ispirazione dalla quotidianità per rappresentare i personaggi delle sue opere: parte del fascino del dipinto, infatti, è dovuto alla capacità dell'artista di raffigurare delle caratteristiche profondamente umane, come nel caso dei piedi sporchi del figlio pentito, del cagnolino che si mette su due zampe per accoglierlo e del ghigno spiritoso che ha sul volto il bambino dipinto accanto al vitello.